# Domek myśliwski Hompescha
Domek myśliwski Hompescha (malt. Id-Dar tal-Kaċċa, ang. The Hunting Lodge) – XVIII-wieczny domek myśliwski w Naxxar na Malcie. Jest to tradycyjny maltański budynek z architekturą wernakularną. Został wybudowany z myślą o użytkowaniu jako domek myśliwski wielkiego mistrza zakonu joannitów Ferdinanda von Hompesch zu Bolheim. Dziś budynek jest bardzo zaniedbany.

## Lokalizacja
Domek myśliwski Hompescha, znany lokalnie jako Id-Dar tal-Kaċċa, znajduje się przy głównej drodze w Naxxar, która prowadzi do San Pawl tat-Tarġa. W okolicy znajduje się również kaplica i pomnik, z których oba są poświęcone św. Pawłowi; oraz kamienna kolumna, która stoi na miejscu dawnej średniowiecznej kaplicy, również poświęconej św. Pawłowi. Hompesch Hunting Lodge znajduje się bardzo blisko wieży Gauci i wieży Kapitana. Przed budynkiem znajduje się ogród publiczny.

## Historia

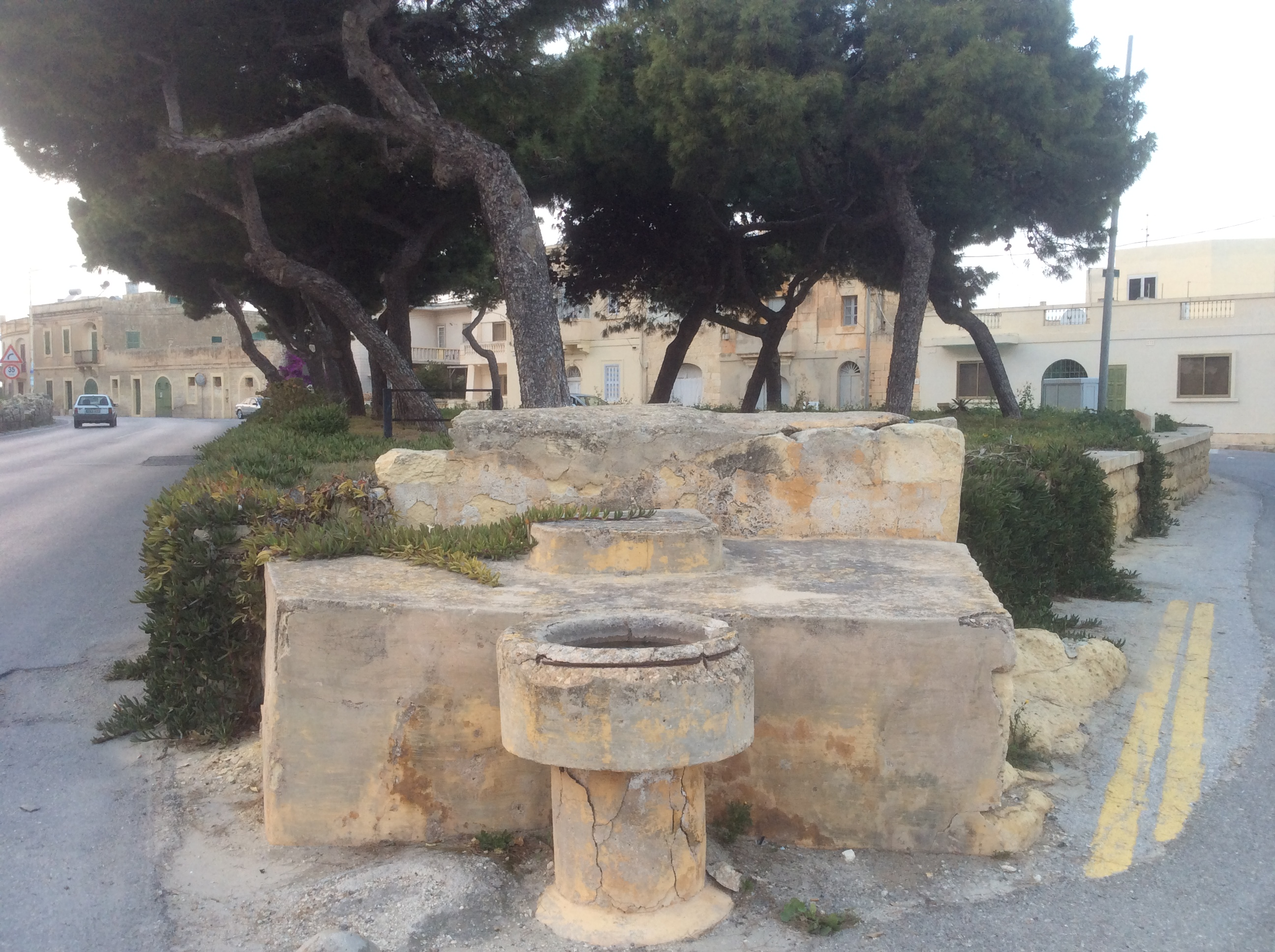
Fontanna w ogrodzie publicznym, domek myśliwski w tle

Domek myśliwski został zbudowany kosztem i na zlecenie panującego wówczas wielkiego mistrza joannitów Ferdinanda von Hompescha. W XVIII wieku Naxxar było popularnym miejscem polowań. Inne okresowe domki myśliwskie w Naxxar istniały na gruntach Palazzo Parisio i Palazzo Nasciaro, jednak zostały one przebudowane na arystokratyczne pałace. Hompesch Hunting Lodge został zbudowany w XVIII wieku i pozostaje w większości niezmieniony od czasu budowy, z wyjątkiem degradacji jego architektury.

## Architektura
Domek myśliwski charakteryzuje się skromną architekturą. W rzeczywistości jest opisany jako „mały dom”. Jest zbudowany w zgodzie z lokalną wernakularną maltańską zabudową. Ma główne drzwi służące jako wejście do domu i drugie łukowate szersze drzwi, które służyły jako wrota do stajni dla koni; oba wejścia są w części parterowej fasady. Na elewacji pierwszego piętra jest proste okno ze skromną kamienną dekoracją oraz balkon. Wydaje się, że balkon stracił swój pierwotny wygląd i dziś jest tynkowany cementem. Budynek jest w bardzo złym stanie i wymaga remontu. Przed fasadą umieszczono tablicę, na której zamieszczono niewielką ilość informacji o budynku; ten ostatni jest tam określony w języku maltańskim jako Id-Dar tal-Kaċċa.
Napis na tablicy głosi:

The Hunting Lodge

This small house was the hunting lodge of Grandmaster Ferdinand von

Hompesch, the last Grand Master in Malta.

Id-Dar tal-Kaċċa